# 李承芳 (嘉靖進士)
李承芳（1519年—1556年），字伯輝，號培原，江西吉安府永新縣人，民籍，明朝政治人物。

## 生平
乙卯科（1555年）江西鄉試第五十一名舉人。嘉靖三十五年（1556年）中式丙辰科二甲第九十名進士。刑部观政，未授官卒。

## 家族
曾祖李景諤，封禮部員外郎；祖父李瑞；父李伍，母劉氏。兄承重（监生）、承勋、承业、弟承学、承易、承德、李承緒（工部主事）、承庆、承雍，俱生员；承宠、承烈、承祖、承裕、承祚、承祥。